# لواء المظليين رامكي
لواء المظليين رامكي لواء مظلي لسلاح الجو الألماني لوفتفافه الذي خدم في مسرح البحر المتوسط خلال الحرب العالمية الثانية.

## التاريخ التشغيلي

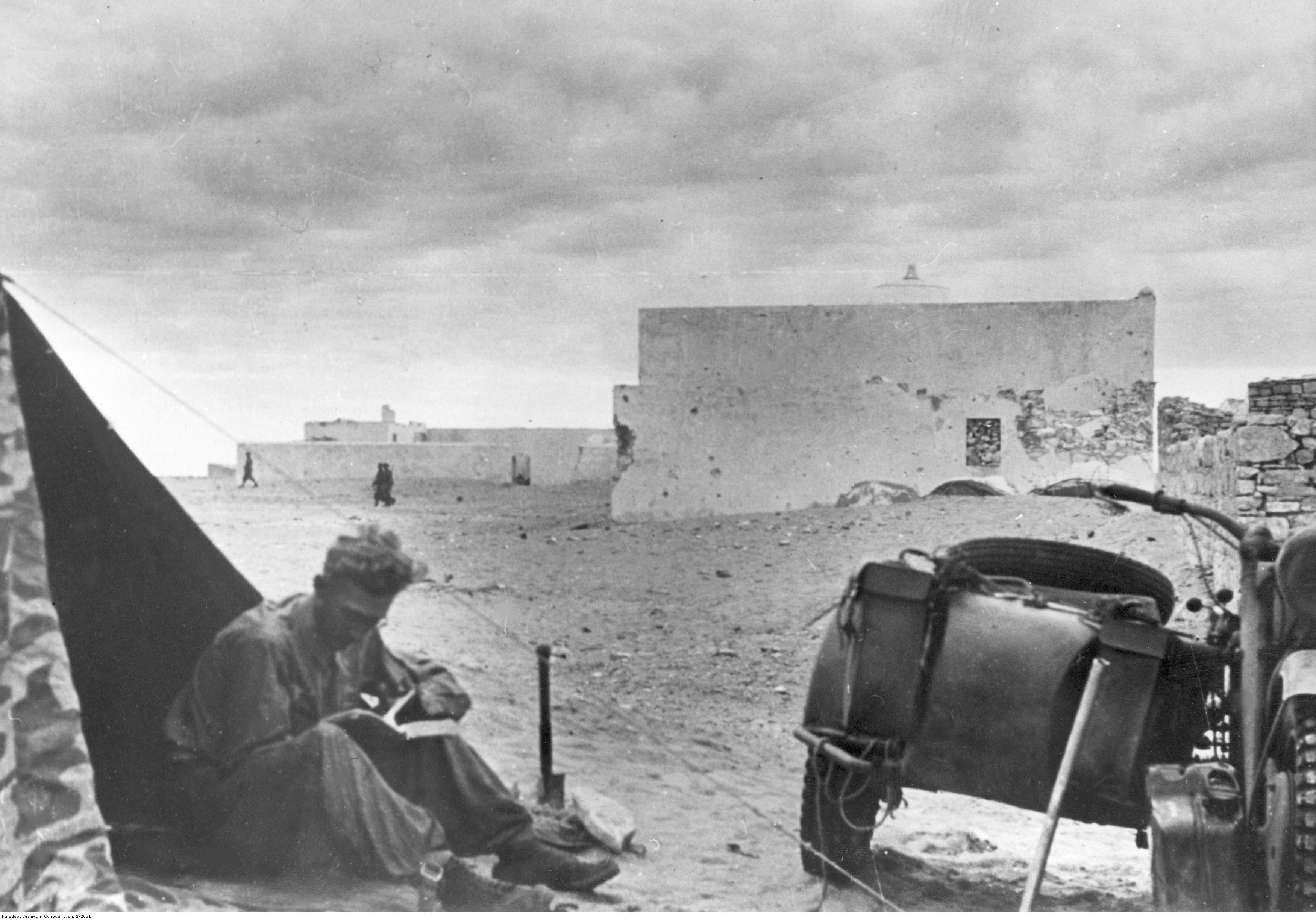
لواء رامكي في شمال إفريقيا، يناير 1943

تم تشكيل اللواء في عام 1942 وإرساله للانضمام إلى أفريكا كوربس في شمال أفريقيا. قاتلت وحدة رامكي خلال هجوم أفريكا كوربس على قناة السويس، حيث قاتلت إلى جانب فرقة المشاة الإيطالية 25 بولونيا قبل أن تتجمع القوات البريطانية بالقرب من مدينة العلمين. أدى الإجراء البريطاني إلى فصل اللواء عن القوات الألمانية، ولعدم وجود وسائل النقل الآلية، أصبح اللواء غير قادر على التحرك بسرعة. بعد أن تكبدوا خسائر فادحة (حوالي 450) قتلوا من الجانبين، استولوا على قافلة إمداد بريطانية تحمل الطعام والوقود، والتي لاحظ رامكي لاحقًا أن المفاجأة الأكثر روعة كانت وجود التبغ والسلع الفاخرة.  باستخدام هذه الشاحنات، عاد حوالي 600 ناج إلى الخطوط الألمانية.
انخرط اللواء في معركة العلمين الثانية، ثم تراجع لاحقًا إلى تونس. تم نقل رامكي إلى ألمانيا حيث حصل على أوراق البلوط لصليب الفارس،  وتم نقل القيادة إلى الرائد هانز كروه. كان المتبقي من اللواء جزءًا من استسلام جيش بانزر الألماني أفريكا في مايو 1943.

## التنظيم
الهيكل التنظيمي في أكتوبر 1942: 
- المقر تحت قيادة جنرال مايجور هيرمان برنهارد رامكه
  - الكتيبة الأولى، فوج المظليين الثاني
  - الكتيبة الأولى، فوج المظليين الثالث
  - الكتيبة الثانية، فوج المظليين الخامس
  - كتيبة تدريب المظليين الرابعة
  - الكتيبة الثانية، فوج المظليين السابع
  - الفيلق أ، كتيبة مدمرات الدبابات السابعة
  - الفيلق الثاني، كتيبة المظلات
  - A المظلة إشارة الفصيلة
  - الفيلق الطبي

## القادة
- Generalleutnant (لاحقًا الجنرال der Fallschirmtruppen) Hermann-Bernhard Ramcke (1 أبريل 1942 - 18 نوفمبر 1942)
- Oberstleutnant هانس كروه (18 نوفمبر 1942 - 18 فبراير 1943)